# Dromore Castle (County Kerry)

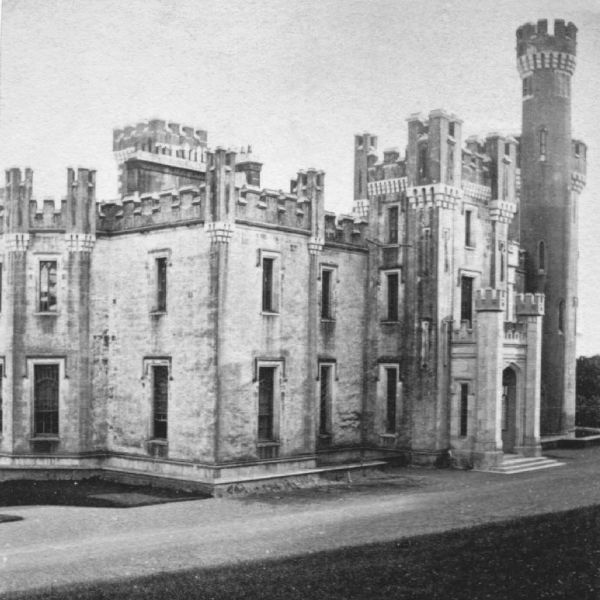
Postkarte von Dromore Castle um 1900

Dromore Castle (irisch Caisleán an Droma Mhóir) ist ein Herrenhaus in der Civil Parish Templenoe im irischen County Kerry. Das Haus über dem Kenmare River ließ die Familie Mahony in den 1830er-Jahren nach Plänen von Sir Thomas Deane im neugotischen Stil errichten.

## Beschreibung
Das Haus ist mit Zinnen versehen; die Fassaden sind mit Romanzement und Kalkstein verkleidet. Alle Fenster mit Ausnahme des großen Südfensters mit seinem Spitzbogen sind in Spitzbogenmaßwerk in rechteckigen Rahmen gehalten, ein Stil, der für Deanes Arbeiten in Irland typisch ist. Die Eingangshalle in Form einer langen Galerie bedeckt die halbe Grundfläche des Erdgeschosses. Der Westflügel des Hauses hat die Form eines Rundturmes und enthält eine Wendeltreppe und eine angebaute Tourelle.

## Geschichte
Beim Bau des Hauses für Denis Mahony half dem Architekten Thomas Deane vermutlich sein Bruder Kearns Deane. Die Arbeiten begannen 1831, auch wenn die Kontobücher nur eine vernachlässigbar kleine Bausumme zeigen, die von Mai 1834 ausgegeben wurde. Der Bau wurde 1839 fertiggestellt.
Auch wenn Dromore Castle nach Anweisungen von Denis Mahony errichtet wurde, fasste doch dessen Vater, John Mahony früher im 19. Jahrhundert den Entschluss, ein großes Haus bauen zu lassen. Er gab das Vorhaben aber offensichtlich auf, nachdem seine Jacht, die von London mit Material für die Dacheindeckung und Wein für den Keller zurückkam, im Kenmare River, in Sichtweite des Hauses, sank. Danach fanden keine weiteren Arbeiten statt, bis Deane mit dem Bau für Denis Mahony in den 1830er-Jahren begann.
Denis Mahony war Amtsträger der Church of Ireland und engagierter Proselytist. Er wurde dafür bekannt, dass er in der Zeit der großen Hungersnot eine Suppenküche in Dromore Castle einrichten ließ und in der Kapelle den Hungrigen, die zum Essen kamen, predigte. Seine proselytistischen Aktivitäten sorgten dafür, dass er in der Gegend nicht allzu beliebt war und 1850 wurde er in der Kirche von Templenoe angegriffen. Als er nach Dromore Castle zurückkam, fand er dort eine weitere Gruppe verärgerter Leute vor, die Blumen aus den Beeten ausgruben, Bäume fällten und das Haus in Brand stecken wollten. Es heißt, die Angreifer seien erst durch die Intervention des örtlichen katholischen Pfarrers, Frater John O'Sullivan, aufgehalten worden.
Nach dem Tod von Reverend Denis Mahony im Jahre 1851 erbte dessen Sohn, Richard John Mahony das Herrenhaus. Er führte das Anwesen erfolgreich und zusätzlich eine Austernzucht in der Bucht. Als Richard Mahony starb, fiel das Herrenhaus an dessen Sohn, Harold Segerson Mahony.
Harold Mahony war ein erfolgreicher Tennisspieler und gilt bis heute als letzter irischer Sieger der Wimbledon Championships. Seinen Tennisplatz kann man heute noch in den Gärten des Herrenhauses finden. In den letzten Jahren des 19. Jahrhunderts, als Harold Mahony das Haus gehörte, besuchte ‘’Harold Boulton’’, der am bekanntesten für seinen Text des Skye Boat Songs wurde, Dromore Castle. Dort soll er den Text des bekannten Liedes The Castle of Dromore geschrieben haben, das 1892 in Englisch veröffentlicht und später ins Irisch-gälische übersetzt wurde.
Als Harold Mahony 1905 bei einem Fahrradunfall starb, hinterließ er keine Erben und das Herrenhaus fiel an seine Schwester, Norah Hood. Sie wiederum hinterließ es ihrem Vetter, Hugh Boulton Waller, und es blieb bis 1993 in den Händen der Familie Waller. Dann wurde es zum Verkauf angeboten. Dromore Castle gehört heute eine Investorengruppe, die es restaurieren will.

## Anwesen
Der größte Teil des Anwesens jenseits der Gärten des Herrenhauses gehört heute Coillte Teoranta, der irischen Forstverwaltung. Der Kerry Way verläuft über das Anwesen und es gibt etliche Fußwege hinunter zum Fluss. Der Zugang zum Anwesen von der Nationalstraße 70 zwischen Kenmare und Sneem führt durch ein zinnenbewehrtes Torhaus, das auch von Thomas Deane entworfen wurde.